# Idaea persica
Idaea persica là một loài bướm đêm trong họ Geometridae.